# Varbergs Roddklubb
Varbergs Roddklubb är en idrottsklubb i Varberg i Hallands län. Klubben bildades 1896 och är verksam inom rodd.

## Historik
Klubben bildades den 1 mars 1896, och dess första ordförande var grosshandlare Oscar Nordblom, som donerade båtar och finansierade ett båthus.
Efter att ha legat vilande i några år ombildades klubben 1922. På 1960-talet bytte man från "pajrodd" till utriggad rodd, och fick ett uppsving bland ungdomar. På 1980-talet var VRK en av Sveriges största ungdomsklubbar inom rodd, och under decenniet tog klubben flera SM-medaljer. Åren 1983–2016 anordnade man Hallandsregattan, Sveriges största ungdomstävling i rodd. Under 1990-talet sjönk aktiviteten igen, men 2012 tog klubben upp kustrodd och fick åter ett uppsving.